# Etzaz Hussain
Etzaz Hussain (* 27. ledna 1993, Norsko) je norský fotbalový záložník a mládežnický reprezentant pákistánského původu.
Mimo Norsko působil v Anglii v mládežnické akademii Manchesteru United.

## Klubová kariéra
- Langhus IL (mládežnické týmy)
- Manchester United FC (mládežnické týmy)[2]
- Vålerenga IF 2011
- Fredrikstad FK 2011–2012
- Molde FK 2012–

## Reprezentační kariéra
Hussain nastupoval v norských mládežnických reprezentacích od kategorie U15 po U21.